# Ель-Кокуй
Ель-Кокуй (ісп. El Cocuy) — місто й муніципалітет у колумбійській провінції Ґутьєррес (департамент Бояка).
На території муніципалітету розташований однойменний національний парк.